# Големият шеф (филм, 1971)
„Големият шеф“ (на китайски: 唐山大兄; на пинин: Tángshān Dàxiōng) е хонконгски филм от 1971 година, екшън на режисьора Ло Уей по негов сценарий в съавторство с Брус Лий.
Действието се развива сред китайската колония в Тайланд, където работниците във фабрика за лед влизат в конфликт с нейния собственик, използващ предприятието като прикритие за трафик на наркотици. Главните роли се изпълняват от Брус Лий, Марая И, Джеймс Тиен, Хан Инкит, Ли Куан.
„Големият шеф“ е първата главна роля в киното на звездата на хонконгските кунг фу екшъни Брус Лий.